# Distrito de Ntchisi
El distrito de Ntchisi es uno de los veintisiete distritos de Malaui y uno de los nueve de la región Central. Cubre un área de 1.655 km² y alberga una población de 317 069 personas. La capital es Ntchisi.
- Datos: Q798235